# Лакшмичхари
Лакшмичхари (бенг. লক্ষীছড়া, англ. Lakshmichhari) — город на юго-востоке Бангладеш, административный центр одноимённого подокруга. Площадь города равна 7,77 км². По данным переписи 2001 года, в городе проживало 1086 человек, из которых мужчины составляли 59,12 %, женщины — соответственно 40,88 %. Плотность населения равнялась 140 чел. на 1 км². Уровень грамотности населения составлял 36,2 % (при среднем по Бангладеш показателе 43,1 %). 